# Leucanopsis nebulosa
Leucanopsis nebulosa là một loài bướm đêm thuộc phân họ Arctiinae, họ Erebidae.